# Amatsuki
Amatsuki  (яп. あまつき Амацуки) — манга Синобу Такаямы, ежемесячно выходящая в журнале Comic Zero Sum. Одноимённая аниме-адаптация производства Studio Deen транслировалась по японскому телевидению в 2008 году.

## Сюжет

### Описание
По сюжету Amatsuki, старшеклассника Токидоки Рикуго (яп. 六合鴇時), получающего низкие оценки по истории, отправляют в научно-технический музей, виртуальным образом воссоздающий Японию периода Эдо. Однако в симуляторе Токидоки атакуют два сверхъестественных существа, после чего герой перестаёт видеть левым глазом. Он встречает Кона Синономэ (яп. 篠ノ女紺), живущего в старой Японии уже два года. На Токидоки больше нет очков-симуляторов, таким образом, он тоже застрял в программе.

### Сюжетные ветви
Действия манги происходят в двух мирах: в мире Хиган (другой берег реки) и Амацуки (от японского фразеологизма амаё-но цуки, «луна дождливой ночью»), означающего что-то неправильное, то, чего не должно существовать.
В нашем мире главным героям поручают копать под компьютерную компанию (которая и создала музей), в процессе чего немного рассказывается о прошлом Рикуго.
В Амацуки идёт противостояние между Тэйтэном (что-то вроде бога этого мира), Бонтэном (предводителем аякаси), и оммёдзи. Токидоки, попав в этот мир, оказывается единственным существом, не подвластным Тэйтэну, и поэтому единственным, кто может его победить.

## Роли озвучивали
- Дзюн Фукуяма — Токидоки Рикуго (яп. 六合 鴇時)
- Кодзи Юса — Кон Синономэ (яп. 篠ノ女 紺)
- Роми Паку — Кутиха (яп. 朽葉))
- Дзюнъити Сувабэ — Бонтэн (яп. 梵天)
- Дзёдзи Наката — Сямон (яп. 沙門)
- Кэндзи Нодзима — Хэйхати (яп. 平八)
- Сётаро Морикубо — Цуюкуса (яп. 露草)
- Дзюрота Косуги — Уцубуси (яп. 空五倍子)
- Кэнъити Судзумура — Гинсю (яп. 銀朱)
- Юки Мацуока — Синсю (яп. 真朱)
- Тору Окава — Тададзиро Сасаки (яп. 佐々木 只二郎)
- Дайсукэ Кирии — Куротоби (яп. 黒鳶)
- Марина Иноуэ — Цуруумэ (яп. 鶴梅)